# Departamento Río Grande
El departamento Río Grande de la provincia de Tierra del Fuego, Antártida e Islas del Atlántico Sur en la República Argentina, se encuentra ubicado en el sector noreste de la isla Grande de Tierra del Fuego, tiene al este costas extensas sobre el océano Atlántico, al sur limita con el departamento Tolhuin y al oeste se encuentra la frontera con la República de Chile. Ninguna norma legal ha designado una localidad cabecera para este departamento, pero de hecho cumple con esa función la ciudad de Río Grande.
Hasta 1970 se llamaba San Sebastián.
Abarca desde la boca oriental del estrecho de Magallanes al norte, hasta el paralelo 54° 11' 18.769'' S por el sur y desde el límite argentino-chileno, al oeste (meridiano 68º 36' 38") hasta la costa bañada por el mar Argentino, al este; ocupando en total 6.533 km². 
Esta zona se encuentra conformada por la prolongación de la meseta patagónica, con relieve llano, lomas bajas y redondeadas, desprovistas de vegetación arbórea. Sus campos son aptos para la cría de ganado ovino y es aquí donde se organizaron los grandes establecimientos rurales. Se extrae gas natural y petróleo.
Sus límites fueron establecidos por el decreto territorial N° 149 del 8 de abril de 1970:

Norte: Estrecho de Magallanes.

Sur: desde un punto situado a los 54° 33' de latitud S. y 68° 36' 38' ' de Longitud W.G. hasta la desembocadura del Río Turbio, situado s los 54° 33' de Latitud S. y 67° 15' de Longitud W.G. y prosiguiendo por el mismo paralelo hasta su encuentro con el río Irigoyen en el meridiano de los 68° 41' 30' ' de Longitud W.G. para continuar por su margen Norte hasta la desembocadura en el Océano Atlántico, que se produce en los 54° 35' 40' ' de Latitud S. y 66° 15' 55' ' de Longitud W.G.

Este: desde Cabo Espíritu Santo, bordeando por el Océano Atlántico hasta la desembocadura del Río Irigoyen en los 54° 35' 40' ' de Latitud S. y 66° 15' 55' ' de Longitud W.G.

Oeste: línea internacional desde Cabo Espíritu Santo hasta un punto situado en los 54° 33' de Latitud S. 68° 36' 38,5' ' de Longitud W.G.

El 27 de octubre de 2017 por ley de la Legislatura de la provincia de Tierra del Fuego fue derogado el decreto territorial 149/70 que creó el departamento y el departamento Río Grande fue dividido para crear el departamento Tolhuin.

1. DEPARTAMENTO RÍO GRANDE:
Norte: Estrecho de Magallanes.
Sur: Definido por el paralelo de latitud sur 54° 11' 18.769", el cual se extiende geográficamente desde el límite internacional argentino-chileno desde su intersección con la línea geodésica definida por los hitos internacionales "XIX" y "XX", cuyo inicio se sitúa en Latitud sur 54° 11’ 18.769" y longitud oeste 68° 36' 28.329" y continúa por dicha dirección geodésica hasta su intersección con la línea de costa marítima del Océano Atlántico.
Este: Partiendo desde la intersección con el paralelo de latitud sur 54° 11’ 18.769" con la línea de costa del Océano Atlántico y siguiendo en sentido noroeste por la misma costa hasta su intersección con la línea geodésica que definen los hitos internacionales "I", (Cabo Espíritu Santo) de esta provincia, y el hito "I" de la Provincia de Santa Cruz, cuya localización se puede establecer en los 52° 39' 31.939" de latitud sur y 68° 36' 22.759" de longitud oeste.
Oeste: Límite internacional argentino-chileno desde el hito internacional "I" (Cabo Espíritu Santo) hasta su intersección con el paralelo 54° 11' 18.769" de latitud sur.

## Localidades
- Río Grande
- San Sebastián

## Demografía
- Población en 1991: 39.816 hab. (INDEC).
- Población en 2001: 55.131 hab. (INDEC), de los cuales el 48,7% son femeninos y el 51,3% son masculinos.
- Población en 2010: 70.042 hab. (INDEC).[5]
- Población en 2022: 99.241 hab. (INDEC). Río Grande concentró la mayoría de la población de los 99.241 habitantes. En tanto, los 798 habitantes restantes se distribuyen como población dispersa o en localidades rurales[6]. El departamento registró un fuerte aumento poblacional en torno al 50.3% [7]. En tanto, se supo que el departamento tiene una densidad de 15.1 habitantes; la más alta de la provincia.

| Evolución de la población desde 1991 al año 202.                                              |
|                                                                                               |
| Fuente INDEC - Elaboración gráfica por Wikipedia - Tolhuin, Tierra del Fuego AIAS, Argentina. |